# Casa de América
La Casa de América és un consorci creat el 1990 i integrat pel Ministeri d'Afers Exteriors, a través de la Secretaria d'Estat per a la Cooperació Internacional i per a Iberoamèrica, la Comunitat de Madrid i l'Ajuntament de Madrid. Es coordina a través del Consell Rector, òrgan superior de direcció del Consorci, així com de la Comissió Delegada d'aquest Consell Rector, formada per un representant de cadascuna de les tres institucions, més el director general. Aquest consorci té com a seu el Palau de Linares a Madrid.